# Antonella Cannarozzi
Antonella Cannarozzi, née à Tarente (Italie), est une costumière italienne.
Elle a été nommée pour un Oscar pour Amore (2009) de Luca Guadagnino.

## Biographie
Élève de l'Académie de Brera, Antonella Cannarozzi est surtout connue pour ses collaborations avec Saverio Costanzo, Maria Sole Tognazzi et Luca Guadagnino.

## Filmographie partielle
- Snow Babel (court métrage)
- 1990 : Voyage vers l'espoir (Reise der Hoffnung) de Xavier Koller (garde-robe : Italie)
- 1997 : Mais qui a tué Tano ? (Tano da morire) de Roberta Torre
- 1998 : Ecco fatto
- 2000 : Sangue vivo
- 2001 : Gasoline (Benzina) de Monica Stambrini
- 2005 : Provincia meccanica
- 2005 : Melissa P. de Luca Guadagnino
- 2006 : Anime veloci
- 2007 : In memoria di me
- 2008 : Riprendimi
- 2008 : L'uomo che ama
- 2009 : Amore de Luca Guadagnino
- 2010 : Diarchia (court métrage)
- 2010 : La Solitude des nombres premiers de Saverio Costanzo
- 2011 : Missione di pace
- 2012 : A fari spenti nella notte (téléfilm)
- 2012 : Padroni di casa
- 2013 : Je voyage seule d'Abel Ferrara
- 2013 : En analyse (In Treatment, série télévisée, 35 épisodes)
- 2013 : Controra
- 2014 : Non avere paura. Un' amicizia con Papa Wojtyla (téléfilm)
- 2014 : Pane e burlesque
- 2014 : Hungry Hearts
- 2015 : Io e lei
- 2016 : Périclès le noir
- 2016 : Queen Kong (court métrage)
- 2017 : La porta rossa (série télévisée, 12 épisodes)
- 2018 : Ma fille de Naidra Ayadi
- 2021 : Il paradiso del pavone
- 2018-2022 : L'Amie prodigieuse (L'amica geniale, série télévisée, 20 épisodes)
- 2022 : Padre Pio d'Abel Ferrara
- A Year in London (en préproduction)